# Governo Salmond II
Il Governo Salmond II è stato il 6° esecutivo della Scozia, in carica per 3 anni e 4 mesi, formato a seguito delle elezioni parlamentari del 2011. Salmond si dimise il 18 novembre 2014 a seguito dell'esito negativo del referendum sull'indipendenza scozzese.
Si trattava di un governo monocolore del Partito Nazionale Scozzese, che ottenne la maggioranza assoluta alle elezioni parlamentari del 2011. La distribuzione dei ministeri venne annunciata il 19 maggio 2011 da Alex Salmond. Il 20 novembre 2014 Nicola Sturgeon divenne Primo ministro, effettuando un rimpasto di governo.

## Composizione
| Ministro (Segretario di gabinetto)           | Nome             | Partito | Segretario di Stato (Junior Minister) | Partito |
| -------------------------------------------- | ---------------- | ------- | ------------------------------------- | ------- |
| Primo ministro                               | Alex Salmond     | SNP     |                                       |         |
| Vice primo ministro Salute e sviluppo urbano | Nicola Sturgeon  | SNP     | Shona Robison Michael Matheson        | SNP     |
| Finanze, lavoro e crescita sostenibile       | John Swinney     | SNP     | Fergus Ewing Aileen Campbell          | SNP     |
| Istruzione e apprendimento permanente        | Michael Russell  | SNP     | Angela Constance Alasdair Allan       | SNP     |
| Strategia del Parlamento e del governo       | Bruce Crawford   | SNP     | Brian Adam                            | SNP     |
| Giustizia                                    | Kenny MacAskill  | SNP     | Roseanna Cunningham                   | SNP     |
| Ambiente e affari rurali                     | Richard Lochhead | SNP     | Stewart Stevenson                     | SNP     |
| Cultura                                      | Fiona Hyslop     | SNP     |                                       | SNP     |
| Infrastrutture                               | Alex Neil        | SNP     | Keith Brown                           | SNP     |

## Situazione parlamentare
| Camera              | Collocazione | Partiti                                                              | Seggi    |
| ------------------- | ------------ | -------------------------------------------------------------------- | -------- |
| Parlamento scozzese | Maggioranza  | Partito Nazionale Scozzese (69)                                      | 69 / 129 |
| Parlamento scozzese | Opposizione  | Laburisti (37), Conservatori (15), Lib Dem (5), Verdi (2), altri (1) | 60 / 129 |